# Lait en poudre

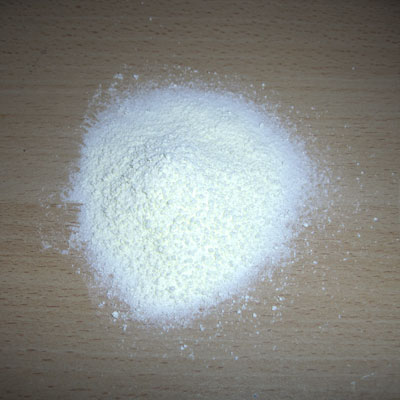
Lait en poudre

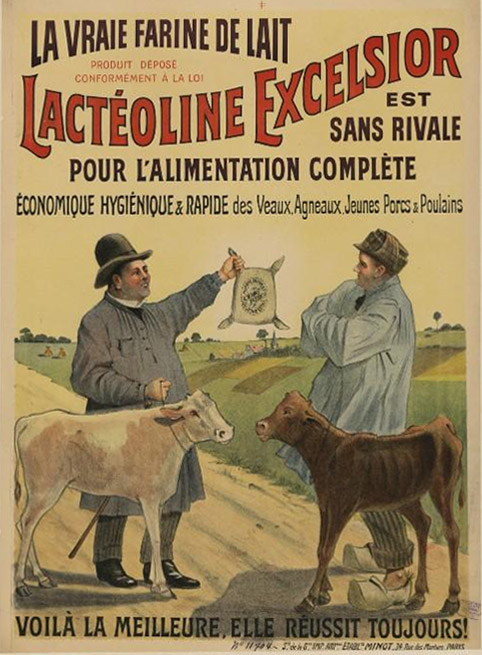
Affiche ancienne (lithographie) faisant de la publicité pour une "vraie farine de lait" de marque Lactéoline Excelsior (fin du XIXe siècle ou début du XXe siècle).

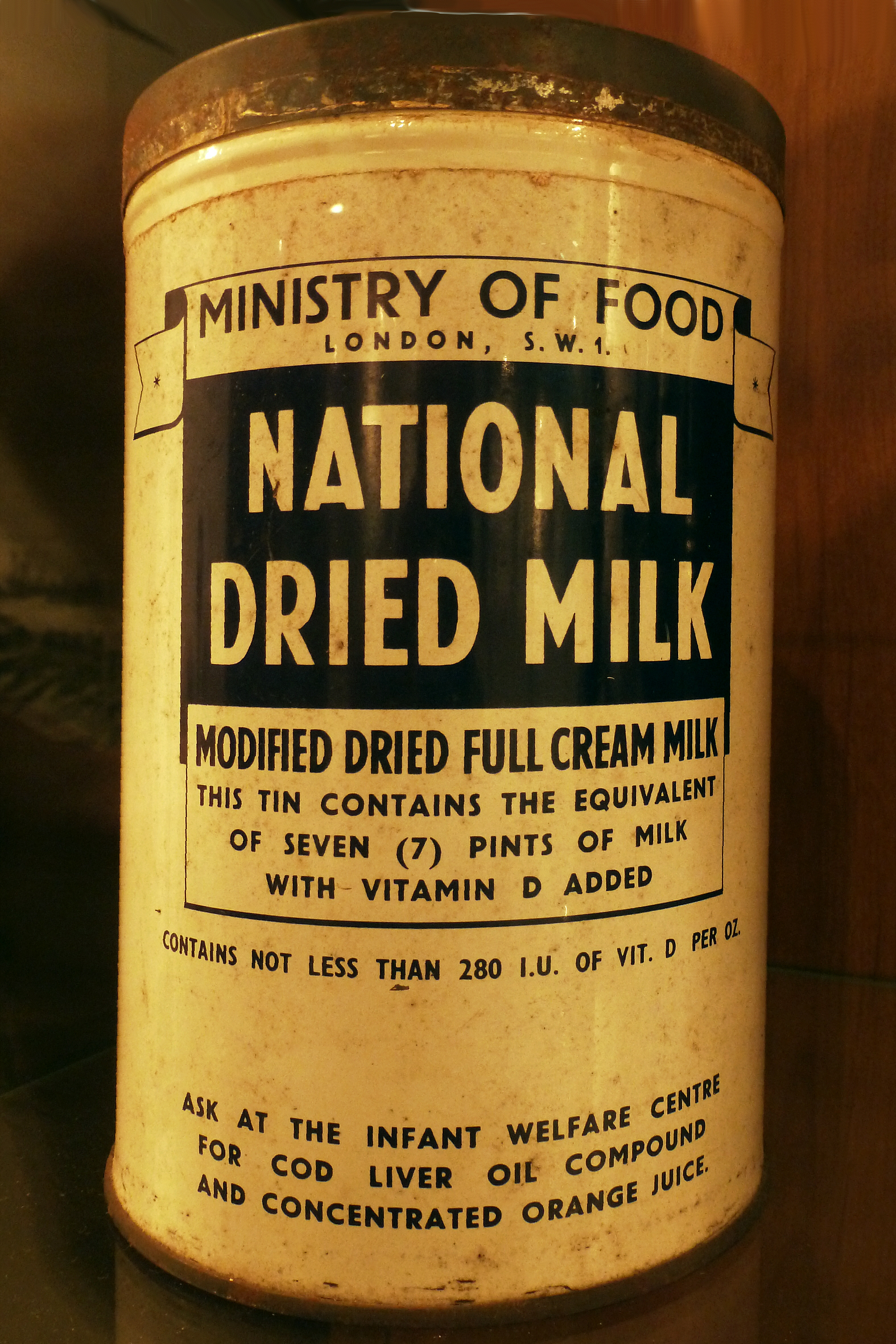
Boite de lait en poudre enrichi en vitamine D (1947)

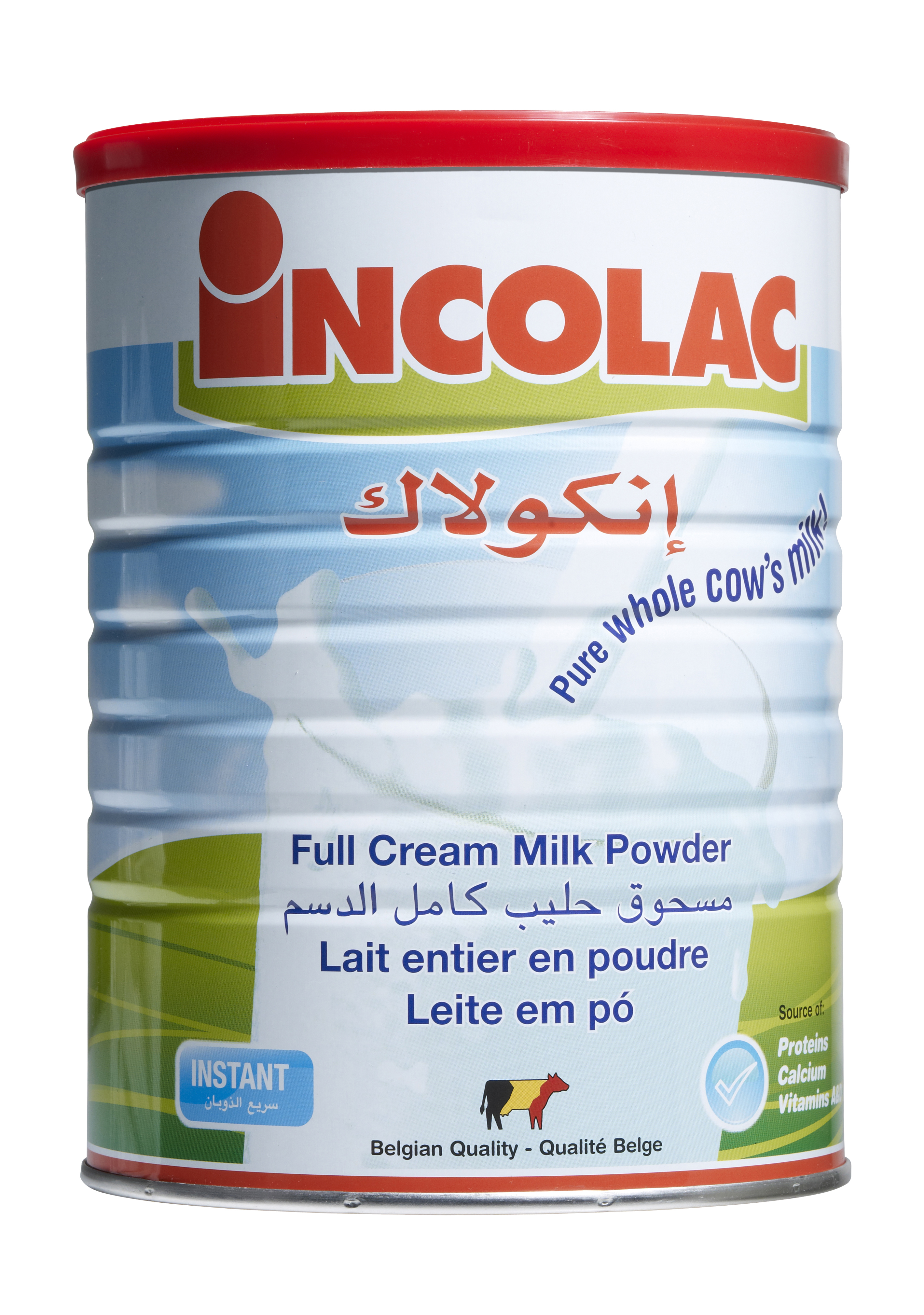
Présentation contemporaine d'une boite de lait en poudre. les publicitaires associent la couleur blanche et bleue au lait, souvent avec du rouge s'il contient toutes ses matières grasses. Du vert, comme ici peut rappeler la couleur de l'herbe, même si la vache a été nourrie de soja et de maïs.

Le lait en poudre, autrefois appelé farine de lait, est constitué de lait déshydraté.
Il peut provenir de lait entier, demi-écrémé ou écrémé (allégé). Il peut aussi être sucré ou contenir des additifs (par exemple, la vitamine D ajoutée au lait).
Le lait est composé d'environ 87,5 % d'eau (avec des variations selon la période de lactation, l'animal, l'espèce). Sa déshydratation permet d'abaisser ce taux à 3 % et conserve les protéines, des sels minéraux et les matières grasses du lait (s'il n'a pas été totalement écrémé).
C'est grâce à l'invention de la poudre de lait que d'autres innovations industrielles ont vu le jour, comme le chocolat au lait.

## Reconstitution et dosage
Pour reconstituer un liquide proche du lait originel (s'il n'a pas été dégraissé), il suffit de rajouter la bonne quantité d'eau tiède. Avec 1 kg de poudre de lait entier, on reconstitue de  7,3 litres de lait entier.
L'eau utilisée pour reconstituer le lait doit être de bonne qualité (bactériologiquement et chimiquement).

## Avantages et inconvénients
- Le lait en poudre peut se conserver plus longtemps que le lait liquide et dans un conditionnement plus simple que le lait concentré sucré qui nécessite d'être conditionné en tube, boites de conserves ou berlingots.
- Il n'a pas besoin d'être stocké en réfrigérateur (mais doit rester parfaitement sec).
- Sa production industrielle peut permettre de réguler une surproduction saisonnière ou conjoncturelle de lait, au même titre que la production de lait UHT,.
- Le premier objectif de son inventeur était de pouvoir transporter le lait à moindre coût, ce qui est possible lorsqu'on a une source d'énergie peu chère pour déshydrater le lait.
- Dans certaines situations de crises, comme dans l'aide alimentaire[2], c'est une ressource protéinée facile à transporter (mais elle nécessite de l'eau propre pour être utilisée).
- Si le lait a été mal déshydraté, produit à partir d'un lait gâté ou réhumidifié par accident durant sa phase de conservation (en cas de conditionnement non étanche par exemple), des bactéries et microchampignons peuvent s'y reproduire et y sécréter des toxines (comme l'aflatoxine [3],[4]).
- Avec les anciens procédés et fabrication, surtout s'il a été débarrassé de ses matières grasses, il peut avoir perdu une partie de ses vitamines, dont vitamine A et vitamine D[5].
- Ce procédé ne débarrasse pas le lait de contaminants tels que les métaux lourds (comme le plomb présent dans le lait d'une vache victime de saturnisme animal ou radionucléides). Ils seront même concentrés dans les aliments produits à partir de poudre si elle est utilisée de manière concentrée. L'iode radioactif disparait dans quelques mois en raison d'une courte demi-vie radioactive, mais les radioisotopes du césium et du strontium ou d'autres y perdurent, comme dans les années 1950, lorsque les retombées de radionucléides augmentaient fortement dans les pluies en raison des nombreux essais nucléaires faits dans l'atmosphère. De nombreuses études montrent que les vaches pouvaient les concentrer via leur alimentation et les transférer dans le lait. Quelques études portent sur le dosage du lait en poudre, comme pour le strontium 89 et 90 [6]. Le strontium 90 est jugé le plus dangereux à cause de la radioactivité β) et du métabolisme de type ostéotrope[6] ;
- La diffusion dans le monde de lait en poudre et de lait infantile en poudre a localement fait reculer l'allaitement maternel, qui est pourtant, selon de nombreuses études, meilleur pour la santé du bébé et de la mère.[réf. nécessaire].
- En outre, parfois avec de bonnes intentions, de grandes quantités de poudre de lait ont été exportées par des pays industrialisés vers le tiers-monde. Fortement subventionnées, elles y ont été vendues sur place à bas prix, ce qui interdisait aux producteurs locaux de lait de vendre leur production à un prix leur permettant de vivre. Cette concurrence déloyale est souvent citée, comme lors de la préparation du GATT et par la CNUCED[2]. L'Afrique est souvent citée comme exemple de région ou les importations de lait en poudre ont gravement affecté les marchés locaux[7], mais l'Amérique du Sud en a aussi subi les effets (comme en Bolivie[8]).
- Une étude récente (2019) montre que le lait pour nourrisson en poudre ou concentré distribué (au Canada dans le cas de cette étude) contient des quantités significatives d'Aluminium, un métal qui n'est pas un oligoélément et qui est suspecté de poser problème pour la santé du nourrisson[9]

## Histoire
C'est en 1851 que l'inventeur américain Gail Borden invente le procédé du lait concentré pour réduire la masse du lait pour en faciliter le transport et le stockage. Cette invention fut une des premières démarrant la révolution des produits conservable sans réfrigération, un véritable tournant dans le quotidien des Américains, puisque le produit n’était pas encore en exportation. Ce n'est que quelque temps après, en 1860, que le pharmacien suisse Henri Nestlé synthétise une farine lactée à base de lait de vache et de céréales qui servira notamment à lutter contre la mortalité infantile.
L'invention de Borden a un grand succès quelques années après son émergence, pendant la Guerre de Sécession (1861-1865), auprès des soldats.
Ce n'est qu'en 1908 que Maurice Guigoz, autre citoyen suisse, parvient à obtenir de la poudre de lait en le chauffant sous vide. La poudre résultante fut rapidement commercialisée en Suisse et en France à partir de 1927.
Pouvant être conservée plusieurs mois, contre plusieurs jours pour le lait de vache, la farine de lait fut rapidement adoptée par l'industrie laitière et utilisée par les éleveurs, sous forme de poudre ou de granulé fabriqué à partir de poudre. La farine de lait était, par exemple, vendue aux éleveurs en France sous le nom de lactoline et sous la marque Lactéoline pour enrichir les aliments d'animaux: veaux, génisses, jeunes porcs ou poulains etc.
C'est après la Seconde Guerre mondiale que le lait en poudre, maintenant stérilisé avec le procédé UHT ayant été inventé en 1937 par Guigoz, triomphe véritablement auprès des populations. Les femmes qui ne souhaitaient ou ne pouvaient pas allaiter avaient enfin une solution.
Dès 1976, la synthèse du lait en poudre devint de plus en plus réglementée pour mettre un cadre légal dans la production de produit, principalement pour éviter de multiples scandales comme le scandale du lait frelaté en Chine en 2008. L'OMS interdit également depuis plusieurs années toute forme de communication sur le lait pour les bébés de la naissance à six mois d'âge pour favoriser l'allaitement, plus bénéfique pour les nourrissons, selon le Ministère de la santé.

## Processus de fabrication
Après les traitements d'épuration, de standardisation, de pasteurisation ou de préchauffage à haute température, on procède en deux étapes principales (la concentration et le séchage), qui ont été améliorés au fil du temps.

### Concentration
Comme dans le cas du lait concentré, la concentration se fait par évaporation. L'ébullition se fait sur une surface chaude.
Pour des raisons de qualité, on a cherché peu à peu à limiter la température du lait et à réduire son temps de séjour, d'où un traitement utilisant l'évaporation sous vide en film mince.
On a ensuite aussi utilisé la déshydratation par microfiltration, comme pour des laits enrichis en caséine micellaire, par atomisation du lait et par nanofiltration sur membrane (NF)

### Séchage
Il existe deux procédés principaux : le séchage sur cylindre, ou procédé Hatmaker, et le séchage par pulvérisation, ou "spray".
Dans le procédé Hatmaker, le lait ruisselle à la surface de deux cylindres tournant en sens inverse chauffés intérieurement vers 140 °C à l'aide de vapeur. Il se forme un film de lait qui sèche très rapidement formant une croûte détachée par un racleur. Le chauffage brutal entraîne des modifications de la structure physicochimique du produit dont la faible solubilité, le goût de cuit et le brunissement de la poudre mais a des usages dans l'industrie et l'alimentation du bétail.

Le procédé par atomisation  est le procédé le plus employé. Le lait  est finement pulvérisé à l'aide d'une turbine centrifuge dans un courant d'air chaud (vers 150 °C) à l'intérieur d'une tour de séchage. L'air chaud sert de vecteur de chaleur et d'humidité. L'évaporation du lait se fait par diffusion instantanée, la différence d'enthalpie entraine le refroidissement (vers 90 °C) de la poudre et de l'air.

## En Europe
Les marques européennes les plus connues sont Nido de la société Nestlé, Incolac de la société Belgomilk, Belle Hollandaise de la société Friesland-Campina et Milgro.
L'exportation de lait en poudre en provenance de l'Europe est estimée à 450 000 tonnes dont une partie en sac de 25 kg (industrie alimentaire) et le restant en petit conditionnement. Environ 170 000 tonnes est exporté en petit conditionnement (sachets et boites).

## En Afrique de l’Ouest
L'Afrique de l'Ouest importe plus de 2 millions de tonnes de lait en poudre par an, surtout de la Nouvelle-Zélande et de l'Union européenne. Ces produits sont peu chers et réputés comme plus fiables, ce qui empêche le développement de la production locale de lait dans ces pays.
Cette zone possède un grand potentiel de production de lait et pourrait aboutir à de nouveaux emplois et, par extension, à un développement général de la zone dans ce domaine. En effet, certains États, comme le Tchad, produisent en théorie assez de lait pour répondre aux besoins locaux. Néanmoins, n’ayant pas les ressources et infrastructure nécessaires pour le conserver, une bonne partie du lait périme pendant l’acheminement. De plus, le manque d’infrastructure pour le stock de fourrage et les hangars entraîne des pénuries de lait pendant la saison sèche. Les infrastructures permettant le transport du lait sont inexistantes ou délabrées, ce qui pose des problèmes pour l’accessibilité des centres urbains par les producteurs locaux.
Ce potentiel est masqué par la différence de prix entre la production locale et la production extérieure parce que les producteurs bénéficiant d’aide financière, ont des élevages plus importants et se réunissent en co-opératives, ce qui réduit ainsi le coûts de production et de transport. De plus, les races de vaches locales produisent en moyenne deux à sept fois moins que les races de vaches laitières européennes.
Les gouvernements locaux n’encouragent et ne facilitent pas l’essor de la production laitière par les droits de douane sur les importations de seulement 5 % et en ratifiant les accords de partenariat économique avec l’Union européenne, qui permettent « la suppression des droits de douane sur au moins 75 % de ses exportations vers cette région, dont le lait en poudre ».

## Lait de chèvre en poudre
Le lait en poudre le plus vendu est celui de vache, mais dans certaines régions du monde, les chèvres sont plus faciles à élever et leur lait moins cher. Dès 1993, les résultats d'étude scientifique montraient que le lait de chèvre a une valeur nutritionnelle identique à celle du lait de vache.

## Fraudes et controverses

### Cas de Nestlé

#### Historique
En 1977, la société Nestlé a été l’objet d’un boycott par les consommateurs. À la suite de deux publications majeures des professeurs Derrick et Patrice Jelliffe, experts en nutrition de nourrisson naissant aux États-Unis, un article parut en 1973 dans le New Internationalist, une revue d’activistes radicaux du Royaume-Uni, ainsi qu'un livre, The baby killer, publié en 1974 par Mike Muller, un journaliste, et par War on Want (en), ONG anglaise combattant la pauvreté mondiale. Le propos du livre est la dénonciation des pratiques publicitaires de Nestlé. La société poursuit en justice l’éditeur de la traduction allemande pour écrit diffamatoire, le titre traduit étant Nestlé tötet Baby (Nestlé tue les bébés). La société obtient gain de cause mais le juge Jürg Sollberger enjoint néanmoins à la compagnie de modifier fondamentalement ses méthodes publicitaires.
La polémique s’est donc répandue par le biais de ce procès en Europe au début des années 1980. Sa politique publicitaire agressive dans les LEDCs (Less Economically Developed Country) est le principal reproche émis par les militants envers Nestlé. Les principaux axes de sa stratégie marketing controversée étaient la promotion dans les milieux médicaux via des échantillons gratuits pour générer une dépendance au produit qui devenait ensuite payant; l’utilisation de l’aide humanitaire afin de distribuer ses produits (parfois avec des indications dans une langue non adaptée au pays!); l'influence exercée sur les professionnels de la santé locaux via des cadeaux pour qu’ils recommandent la substitution du lait maternel par les produits Nestlé (IBFAN, 2016).
En 1984, les organisateurs du boycott rencontrent Nestlé, qui accepte alors d'appliquer le code de l'OMS sur les substituts de lait maternel, et le boycott est officiellement suspendu. En 1988, cependant, l'IBFAN (International Baby Food Action Network) déclare que les compagnies fabricantes de lait pour nourrisson inondaient les centres de santé dans les pays en développement avec des produits gratuits ou à faible prix. Le boycott a donc recommencé l'année suivante et reste encore en place.

#### Conséquences du boycott
À la suite du scandale concernant la commercialisation du lait en poudre dans les pays en voie de développement, Nestlé a changé ses techniques de marketing concernant les substituts au lait maternel de la manière suivante :
- Nestlé affirme être la seule compagnie soumise au FTSE4GOOD INDEX BREAST MILK SUBSTITUTE , un critère utilisé par les investisseurs, afin de mesurer ses performances dans le domaine du développement durable et contrôler la qualité de ces prestations marketing en matière de substituts du lait maternel[24] ;
- Nestlé affirme également suivre les recommandations du WHO Code, défini par l’OMS, qui est le Code International de Marketing en matière de substituts au lait maternel. À travers cet engagement, Nestlé affirme que l’allaitement est la meilleure forme d’alimentation pour le nourrisson et qu'il doit donc être protégé et encouragé[22];
- Nestlé a également ouvert le dialogue avec les consommateurs à travers le #ASKNESTLE[25], sur le média social Twitter. Les résultats de cette initiative restent assez mitigés.

#### Situation actuelle
Le groupe Edeka, le plus grand groupe allemand de commerce de détail, a invité ses commerces à boycotter les produits Nestlé, suivi par le distributeur Suisse Coop et l'enseigne française de grande distribution Intermarché, en raison des prix d’achats jugés trop élevés dans le cadre d’un partenariat. La situation est en cours de négociation.

### En Chine
En Chine, des quantités importantes de lait frelaté contenant de la mélamine ont été mises sur le marché en 2008.
Les marques incriminées ont été Yili et Mengniu[réf. nécessaire], mais aussi des grandes marques internationales comme Nestlé, Cadbury, Oreo (de Nabisco), Heinz et Lipton (de Unilever).
En 2002, l'Autorité européenne de sécurité des aliments avait imposé en Europe un embargo sur l'importation de produits laitiers chinois, en raison de l'insuffisance des contrôles par les autorités chinoises.
Le scandale du lait frelaté l'a ensuite conduite à interdire l'importation de tous les produits alimentaires chinois pouvant contenir du lait en poudre ; les produits déjà présents sur le marché européen et qui contiennent plus de 15% de lait en poudre chinois (biscuits, gâteaux, chocolat, etc.) ont fait l'objet de contrôles par les agences de sécurité alimentaire de chaque pays de l'UE.

### Le groupe Lactalis
En 2017, des salmonelles ont infecté du lait en poudre de différentes filiales de Lactalis (Picot, Pepti Junior, Milumnel et Taranis) en Europe,. Ces salmonelles ont hiberné depuis 2005 (infection de salmonelles à la même usine) et se sont réveillées en 2011, puis en 2017. Elles ont été détectées par le groupe Lactalis dans leurs usines en 2009 et en 2014 et dans leurs produits en 2011 et en 2017 avant le contrôle de la Direction départementale de sécurité civile et de la protection des populations (DSCPP),,.
Le 1er décembre 2017, la préfecture de la Mayenne informe Lactalis qu’il soupçonne une contamination de leur lait infantile par la salmonelle, grâce à la DSCPP chargée de la sécurité alimentaire des populations, et mène donc des tests en amont. Le lendemain, Lactalis fait un premier retrait de 12 de ses lots fabriqués à Craon. À la suite de cinq nouveaux cas de salmonelle, le Ministère de l’économie impose le rappel de plus de 620 lots, soit 7 000 tonnes de lait en poudre, ce qui concerne en fait la totalité du lait infantile stocké dans l’une des tours de séchage de Craon depuis le 15 février.
La Chine étant sensible à la sécurité alimentaire infantile à la suite du scandale du lait frelaté, Lactalis y envoie un émissaire pour procéder au retrait de certains produits et expliquer les mesures de précautions utilisées afin de «restaurer la confiance». À l’issue du scandale, François Bourdillon, le directeur général de la Santé Publique en France, estime que 18 bébés ont été hospitalisés sur 38 touchés en France et deux cas ont été recensés par l’Agence européenne en Espagne et en Grèce.